# NGC 6027b
NGC 6027b est une petite galaxie lenticulaire située dans la constellation du Serpent à environ 195 millions d'années-lumière (60 Mpc) de la Voie lactée. Elle est en interaction étroite avec trois autres galaxies au sein du Sextette de Seyfert, un groupe de quatre galaxies en interaction projeté sur une cinquième. Sa forme distordue et son halo galactique diffus soulignent sa structure fortement perturbée par les effets de marée galactique provoqués par les interactions gravitationnelles avec les autres membres du groupe.

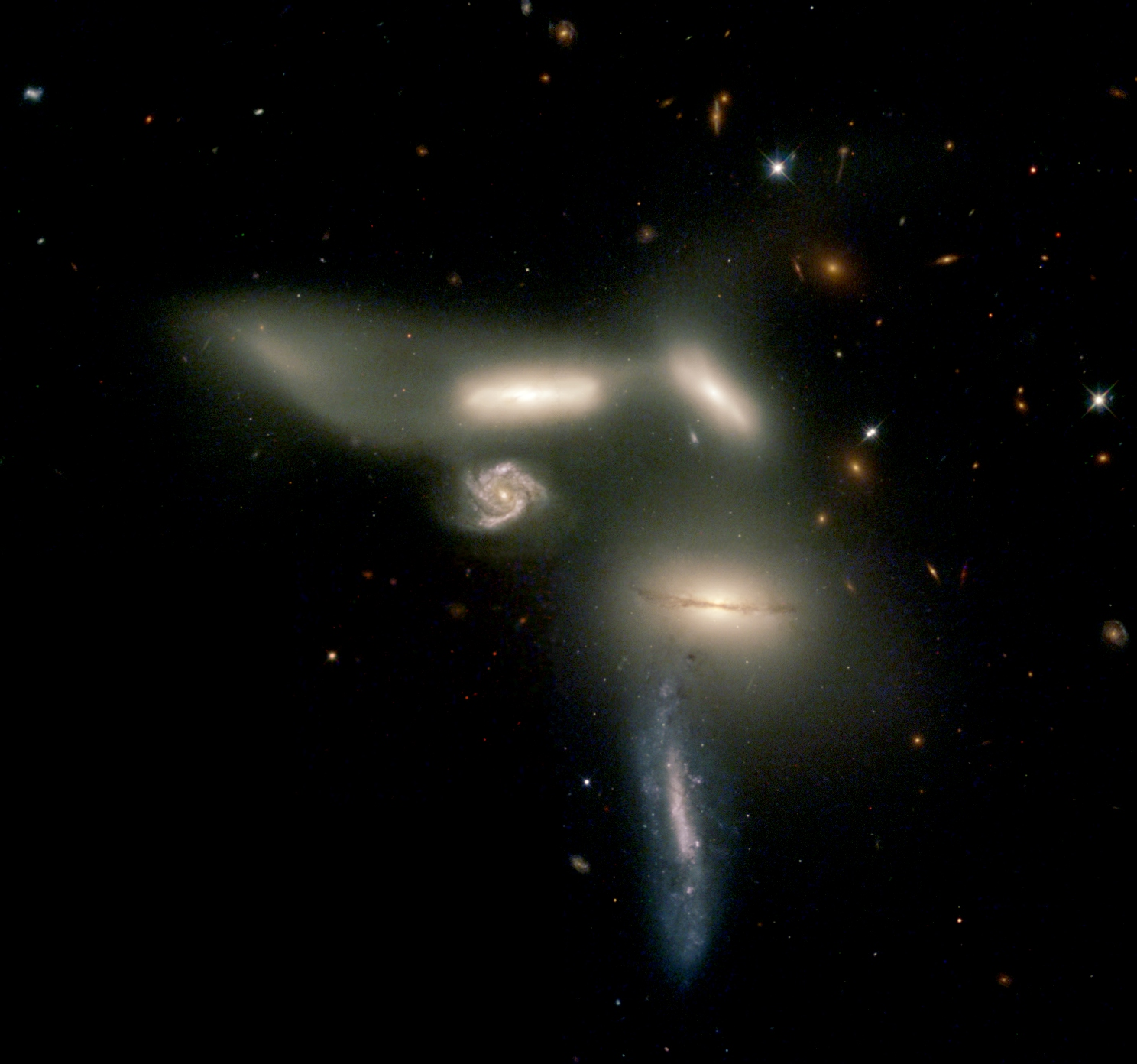
Le Sextette de Seyfert vu par le télescope spatial Hubble.